# Magdalena Tul
Magdalena Ewa Tul (nacida el de 1980 en Gdańsk, Polonia) – es una cantante de pop polaca. En febrero de 2011 fue elegida como representante de Polonia en el Festival de la Canción de Eurovisión con el tema Jestem (Soy - en español) quedando última en la primera semifinal del certamen con tan solo 18 puntos.

## Discografía

### Álbumes
- V.O.H. - The Victory Of Heart

### Sencillos
- Full Of Life (2004)
- Idź swoją drogą (2005)
- Find The Music (2006)
- Tryin' (2007)
- Nie ma jej (2010)
- Jestem (2010)
- Give it up (2013)

| Predecesor: «Legenda» Marcin Mroziński | Polonia en el Festival de Eurovisión 2011 | Sucesor: «My Słowianie» Donatan y Cleo |

- Datos: Q237078
- Multimedia: Magdalena Tul / Q237078